# RanXerox
RanXerox o Ranx, personatge principal del còmic homònim que apareix el 1978, és un violent robot anti-heroi que deu el seu nom a la marca de la fotocopiadora amb la qual el seu constructor a la ficció, a partir de les seues parts, va construir-lo. És considerat com un dels primers exemples de cyberpunk.
Va ser creat per Stefano Tamburini (1955-1986) amb la col·laboració d'Andrea Pazienza (1956-1988), i reprès després per Tanino Liberatore (1953), tots ells artistes italians del còmic.
El primer nom del personatge va ser Rank Xerox, i aquesta decisió va ocasionar una lluita legal que va obligar al seu autor a canviar el nom pel no judicialitzable de RanXerox

## Publicacions
Rank Xerox, originalment, apareix en blanc i negre a la revista Cannibale, el 1978, adoptant el seu nom definitiu a la revista Frigidaire. En l'entremig tindrà una molt breu aparició el 1979 a la revista Il Male. Després, han estat innombrables les seues reedicions traduït a moltes llengües.

## Personatges
L'elenc de personatges d'aquest còmic és gran i rica en figures amorals i prop de la desesperació.
RanXerox
És un cyborg amoral i posseïdor d'una força, agilitat, i velocitat que el transformen en una mena de superhome simiesc i salvatge.
Lubna
És la núvia de RanXerox, és una preadolescent tan amoral com el cyborg. Addicta a diverses drogues, als seus 12 anys la seua experiència i activitats són més pròpies d'un adult, com la resta dels personatges infantils de la historia.